# Nicasius van den Putte
Nicasius van den Putte, ook wel de Puteo of du Puich (1e kwart 15e eeuw - 3e kwart 15e eeuw) was een vooraanstaand geestelijke in de Bourgondische Nederlanden. Hij was proost van het kapittel van Sint-Servaas te Maastricht en van Sint-Bartholomeüs in Béthune, kapelaan van de kapel van Bourgondische hertogen te Brussel en raadsman van Filips de Goede. Als proost van Sint-Servaas was hij tevens heer van de Elf banken van Sint-Servaas, Tweebergen en Mechelen-aan-de-Maas.

## Biografische schets
Over het leven van Nicasius van den Putte is weinig bekend. Hij was waarschijnlijk afkomstig van een gegoede familie uit de regio Vlaanderen-Artesië-Henegouwen. In 1446 werd hij kanunnik van de Sint-Donaaskerk in Brugge. In het Brugse kapittel nam hij waarschijnlijk de opengevallen plaats in van Guillaume Dufay, wellicht als cantor. Ook later (in 1460) vinden wij hem terug als cantor van de kerk van Saint-Pierre-en-Île(?), waar hij eveneens kanunnik is.
In 1451 wordt hij genoemd als proost van de Sint-Servaaskerk in Maastricht en de Sint-Bartholomeüskerk in Béthune. Ook was hij op dat moment deken van het Sint-Odakapittel van Sint-Oedenrode. In Maastricht had hij een geschil met de andere kanunniken over de eigendomsrechten van de pastorie van Heer, een dorp dat vanouds bij de elf banken van Sint-Servaas hoorde, maar geen persoonlijk bezit van de proost was. Het geschil kwam niet tot een oplossing want Nicasius legde zijn functie voortijdig neer.